# Christine Kliphuis
Christine Cathérine Kliphuis (Enschede, 19 september 1957) is een Nederlandse auteur. 

## Biografie
Na de middelbare school in Enschede (Kottenpark College) studeerde Kliphuis Slavische talen aan de Rijksuniversiteit Groningen. Zij verhuisde in 1978 naar Den Haag en later naar Voorburg, waar zij nog steeds woont.
Tot 1998 was zij werkzaam bij een landelijke bibliotheekorganisatie. Toen stapte ze over naar de gezondheidszorg en werkte daar als hoofd voorlichting van een ziekenhuis, communicatieadviseur en klachtenbemiddelaar. Tegenwoordig is zij vooral actief als schrijver, spreker en schrijfcoach.

## Carrière
Kliphuis schreef 23 boeken, waarvan 21 voor kinderen. Haar eerste kinderboek Het oor van Leonoor - over buisjes in je oren verscheen in 1992 in de serie De Ziekenboeg bij Uitgeverij Sjaloom. De serie werd later overgenomen door Uitgeverij De Vier Windstreken.
De Ziekenboeg groeide uit tot een 16-delige medische kinderserie over kleine en grote medische ingrepen en (chronische) ziekten. De illustraties zijn van Helen van Vliet.
Kliphuis schreef ook diverse kinderboeken voor beginnende lezers. Een aantal daarvan is vertaald in het Engels, Duits, Frans, Italiaans en Sloveens. 
Daarnaast vertaalde zij circa 60 prentenboeken uit het Engels en Duits.
Kliphuis schreef twee autobiografische boeken voor volwassenen.
In 2010 verscheen bij Compaan Uitgevers Mijn hoofd is hol over de mantelzorg voor haar moeder, die was getroffen door een beroerte. Hierin schetst zij een beeld van de gevolgen van een beroerte en de praktijk van mantelzorg. In 2011 volgde een tweede druk.
De publicatie is later overgenomen door Uitgeverij Meander. Daar verscheen in 2014 een 3e druk.
In mei 2019 is haar nieuwste boek Klap gepubliceerd bij Uitgeverij Meander. Hierin beschrijft Kliphuis de ingrijpende gevolgen van een auto-ongeluk in 2014, waardoor zij moest leren leven met niet-aangeboren hersenletsel (NAH). Zij moest een nieuwe vorm vinden en haar leven anders inrichten.

## Privé
Kliphuis is getrouwd en heeft een dochter. Zij is een achterkleinkind van Hartog Jacob Hamburger, hoogleraar fysiologie en van 1913-1914 rector magnificus van de Rijksuniversiteit Groningen.
Ook is zij familie van Theo van Gogh, de broer van schilder Vincent van Gogh. Na het overlijden van Theo trouwde zijn weduwe Johanna Bonger met Johan Henri Gustave Cohen Gosschalk (schilder en graficus), de broer van Christines overgrootmoeder Frederika Regina Cohen Gosschalk.